# Gleve
Eine Gleve (auch Helm) bezeichnete im Heiligen Römischen Reich während des Spätmittelalters die kleinste Einheit der Kavallerie, das heißt ein Ritter (Glevner) mit drei bis vier Mann Gefolge. Der Begriff stammt von dem französischen glaive, das wiederum vom lateinischen gladius abgeleitet ist.

## Aufbau
Eine Gleve im Mittelalter bestand aus einer kleinen Gruppe berittener und unberittener Männer, die im Waffenumgang erfahren waren, oft Diener eines schwerbewaffneten Ritters, des sogenannten Glevners. Dabei handelte es sich um den Ritter mit einem Reit- und einem Schlachtross, einem Knappen und einem Schützen, wobei die Mitgliederzahl der Gleven beträchtlich schwankte. Die Gleve stellte keine taktische Formation dar, sondern war ein Mittel, um die Anzahl waffenfähiger Männer zu ermitteln.

## Entstehung
Als das Lehen im Spätmittelalter keine Grundlage für die Aufstellung einer Militärmacht mehr war, zählte der tatsächliche Besitz. Weltliche und geistliche Feudalherren mussten Gleven bereitstellen. Die Kurfürsten des Heiligen Römischen Reiches wurden am höchsten bewertet, sie stellten zwischen vierzig und fünfzig Gleven. Die Herzöge von Bayern brauchten nur acht Gleven zu stellen, während beispielsweise die reiche Freie Stadt Nürnberg dreißig stellen musste.
Das System der Gleven wurde bereits bei den Städten eingeführt, bevor König Sigismund es nutzte, um ein Reichsheer aufzustellen. König Sigismund befahl 1426 und 1431 den Dienst für jeden 20. bzw. 25. Mann. Militärisch erwies sich die Gleve sowohl den Hussiten als auch den Söldnern unterlegen. Gleven waren weder wie die Hussiten von nationalem und religiösem Eifer beflügelt, noch hatten sie den finanziellen Anreiz der Söldner. 1467 musste das Gleve-System abgeschafft werden, doch waren andere Hilfsmittel gleichermaßen wirkungslos. Neben Bürgeraufgeboten stellten die Städte eigene Söldnerheere auf, was einige Zeit funktioniert zu haben schien, jedoch auch Risiken barg. In diesen Söldnerheeren versammelte sich der Abschaum der Gesellschaft, die Kampfmoral war selten hoch. Da sie von überall her kamen, fehlte ihnen die Erfahrung gemeinsamen Vorgehens.
Als König Sigismund 1426 den Reichstag zu Nürnberg um ein Heer von 6000 Gleven zum Kampf gegen die Hussiten bat, entgegneten seine Vasallen einfach, es sei unmöglich, im Heiligen Römischen Reich ein Heer dieser Größe aufzustellen. Und wenn man es aufstellen könnte, ließe es sich in Böhmen von den verfügbaren Mitteln nicht ernähren. 3000 bis 4000 Gleven wollten sie stellen, wenn die Städte weitere 1000 beisteuerten. Doch die Städte behaupteten, diese Zahl übersteige ihre Möglichkeiten. So marschierte König Sigismund mit einem kleineren Heer als erwartet, dessen Kampfmoral überdies zweifelhaft war, nach Böhmen auf Aussig an der Elbe zu, das dem König treu geblieben war und von den Hussiten belagert wurde (Schlacht bei Aussig). Die Gleven des Reiches glänzten durch ihre Abwesenheit. Etwa fünf Jahre später beschloss der Reichstag, 8200 Gleven aufzustellen, obwohl es noch 1426 als unmöglich gegolten hatte, 6000 Gleven aufzustellen.